# روبرت موراي (لاعب كرة قدم)
روبرت موراي (بالإنجليزية: Robert Murray)‏ هو لاعب كرة قدم بريطاني، (و. 1915  م). لعب مع كولتشستر يونايتد ومانشستر يونايتد.